# Cecil D. Andrus

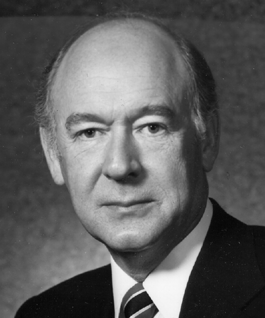
Cecil D. Andrus (undatiert)

Cecil Dale Andrus (* 25. August 1931 in Hood River, Oregon; † 24. August 2017 in Boise, Idaho) war ein US-amerikanischer Politiker, der unter Präsident Jimmy Carter Innenminister der Vereinigten Staaten war. Außerdem war er zweimal über insgesamt vier Amtsperioden Gouverneur von Idaho.

## Werdegang
Andrus studierte an der Oregon State University und war von 1951 bis 1955 bei der United States Navy. Im Anschluss zog er nach Orofino in Idaho. Dort trat er den Demokraten bei und wurde 1960, 1962 und 1964 in den Staatssenat gewählt.
1966 wollte Andrus als Gouverneur kandidieren, verlor aber die innerparteilichen Vorwahlen knapp gegen Charles Herndon. Nach dessen Tod bei einem Flugzeugabsturz rückte Andrus nach, verlor aber die Gouverneurswahl gegen den Republikaner Don Samuelson. 1986 wurde er erneut in den Senat von Idaho gewählt.
1970 trat Andrus wieder bei der Wahl zum Gouverneur an und gewann diesmal gegen Samuelson. Bei der Wahl 1974 konnte er sein Amt gegen Jack M. Murphy erfolgreich verteidigen. Von 1976 bis 1977 war Andrus Vorsitzender der National Governors Association. Im Januar 1977 legte er sein Mandat nieder, um im Kabinett des neu gewählten Präsidenten Jimmy Carter 42. Innenminister der Vereinigten Staaten zu werden. Sein demokratischer Nachfolger John V. Evans wurde zweimal wiedergewählt und blieb bis 1987 Gouverneur.
Als Innenminister war Andrus für das National Wilderness Preservation System zuständig. In seine Amtszeit fiel die Verabschiedung des Alaska National Interest Lands Conservation Act. Nach dem Ende von Carters Präsidentschaft kehrte Andrus 1981 nach Idaho zurück.
Nach einigen Jahren ohne politische Ämter wurde Andrus 1986 erneut zum Gouverneur von Idaho gewählt und 1990 bei der darauffolgenden Wahl in dem Amt bestätigt. 1994 trat er nicht mehr an; mit Phil Batt wurde ein Republikaner zu seinem Nachfolger gewählt. Als Gouverneur sowie als Innenminister hat Andrus sich vor allem um die Bewahrung und Schonung der Natur verdient gemacht, dazu Aktionen angestoßen, die bis heute anhalten und die Lagerung von Atommüll in seinem Bundesstaat mehrfach abgelehnt. Damit gilt er als der bedeutendste Gouverneur in der Geschichte Idahos und hatte mit 14 Jahren auch die längste Amtszeit. Dennoch ist Andrus bisher der letzte Gouverneur der Demokratischen Partei gewesen.
1995 gründete er das Andrus Center for Public Policy an der Boise State University, 1998 veröffentlichte er seine Memoiren.
Andrus starb einen Tag vor seinem 86. Geburtstag in Boise, Idaho.

## Werke
- Cecil Andrus, Joel Connelly: Cecil Andrus: Politics Western Style. Sasquatch Books, Seattle 1998, ISBN 978-1-57061-122-3.